# Російський імператорський флот
Російський імператорський флот — назва військово-морського флоту Росії з 22 жовтня (2 листопада) 1721 по 16 квітня 1917 року.

## Витоки

Гюйс ВМФ Російської імперії

Перше трищоглове судно, побудоване в Росії за європейським стандартом, було спущено на воду в Балахні у 1636 році під час правління царя Михайла Федоровича. Корабель був побудований кораблебудівниками з Гольштейна, був названий «Фредерік» і ходив під прапором Гольштейна. У своє перше плавання «Фредерік» відправився 30 липня (9 серпня по Новому стилю) 1636 року з Нижнього Новгорода вниз по Волзі, тримаючи шлях до Персії. 27 жовтня (6 листопада за Новим стилем) 1636 року «Фредерік» вийшов у Каспійське море, а 12 листопада (22 листопада за новим стилем) він потрапив у потужний шторм, який тривав три дні. «Фредерік» зазнав значних руйнувань і був посаджений на мілину, щоб врятувати вантаж і команду. Надалі корабель був витягнений на берег в десяти милях від Дербента і розкрадений місцевими жителями.
22 липня (1 серпня за новим стилем) 1656 року російська гребна флотилія воєводи Петра Івановича Потьомкіна розбила ескадру шведських кораблів поблизу острова Котлін і захопила 6-гарматну галеру. Битва поблизу острова Котлін розглядається істориками як перша документальна російська перемога на морі у новий час. раніше, 30 червня (10 липня за новим стилем) 1656 року, та ж флотилія воєводи Потьомкіна брала участь у взятті шведської фортеці Нієншанц (Канци), яка розташована у гирлі річки Охти при впадінні Охти у Неву.
Під час московсько-шведської війни 1656—1658 років, російські війська захопили шведські фортеці Дюнамюнде і Кокенхаузен (перейменований у Царевича Дмитра-місто) на Західній Двіні. Боярин Афанасій Лаврентійович Ордин-Нащокін заснував суднобудівну верф в Царевічеве Дмитриеве-місті і почав будівництво кораблів для плавання на Балтійському морі. Після закінчення війни Росія і Швеція уклали Кардиський мирний договір в 1661 році, за результатами якого Росія повернула Швеції всі завойовані території і була змушена знищити всі кораблі, закладені в Царевічеве Дмитриеве-місті.
Боярин Ордин-Нащокін не втратив своїх надій на будівництво флоту і повернувся до річки Волги і Каспійському морю. Отримавши царський дозвіл, боярин Афанасій Лаврентійович запросив данських кораблебудівників в село Дедіново, розташоване на річці Оці. Будівництво кораблів почалося взимку 1667 року. Протягом двох років вони закінчили будівництво чотирьох кораблів: фрегата «Орел», і трьох менших суден. «Орел» закінчив своє плавання так само плачевно, як і «Фредерік» — він був захоплений в Астрахані козаками Стеньки Разіна. Козаки пограбували і потім, імовірно, спалили цей корабель.
У XVII столітті російські купці і козаки перепливли через Біле море на кочах, досягли гирла річок Лена, Колима і Індигірка, і заснували поселення в регіоні верхнього Амура. Найвідомішим з цих першовідкривачів є Семен Дежньов — в 1648 році він проплив по Північному Льодовитому океану всю довжину сучасної Росії, обігнув Чукотський півострів, перетнув Берингове море і вийшов в Тихий океан.

## Флот Петра І

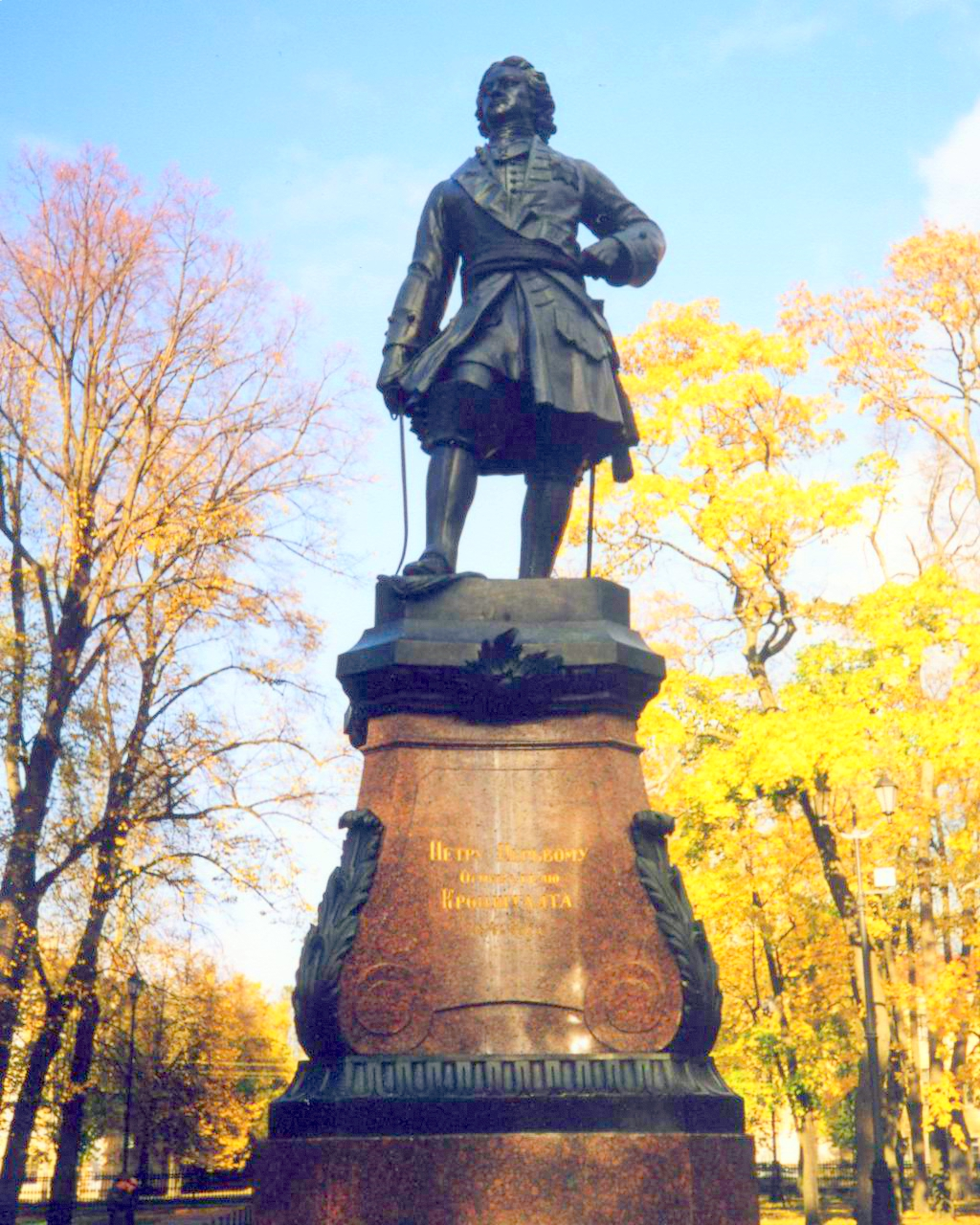
Пам'ятник Петру I, Кронштадт

Під час другого Азовського походу 1696 року проти Туреччини, перший раз російські висунули 2 лінійних корабля, 4 брандера, 23 галери і 1300 стругів, побудованих на річці Воронеж. Після завоювання фортеці Азов боярська дума обговорила рапорт Петра про цей похід і вирішила почати будівництво військово-морського флоту 20 жовтня 1696 року. Ця дата вважається офіційним днем народження регулярного Військово-Морського Флоту Росії, кораблі якого були побудовані на верфях Воронезького адміралтейства.
Балтійський флот Російської імперії був побудований під час Північної війни 1700—1721 років. Будівництво галерного флоту було розпочато в 1702—1704 роках на декількох верфях, які перебували на естуаріях річок Сясь, Луга і Олонка. Для захисту завойованого узбережжя і для атак на ворожі морські шляхи в Балтійському морі був створений вітрильний флот з кораблів, побудованих в Росії і куплених в інших країнах. У 1703-1723 роках головна база Балтійського флоту перебувала в Санкт-Петербурзі, а після цього — в Кронштадті. Нові бази були створені в Виборзі, Гельсінгфорсі, Ревелі і Або. Спочатку володимирський приказ керував суднобудівними справами, пізніше ця функція була передана Адміралтейському наказом.
У 1745 році Військово-Морський Флот мав 130 вітрильних кораблів, включаючи в себе 36 лінійних кораблів, 9 фрегатів, 3 шняви, 5 бандер і 77 допоміжних суден. Гребний флот складався з 396 кораблів, включаючи в себе 253 галери і скампавеі і 143 бригантини. Кораблі були побудовані на 24 верфях включаючи верфі у Воронежі, Казані, Переяславі, Архангельську, Олонці, Петербурзі та Астрахані.
Військово-морські офіцери походили з дворян — матроси були рекрутами з простолюддя. Термін служби у флоті був довічним. Молоді офіцери навчалися в школі математичних і навігаційних наук заснованій у 1701 році і часто посилалися для навчання і практики за кордон. Іноземці часто наймалися для військово-морської служби, наприклад шотландець Томас Гордон — командир Кронштадтського порту. У 1718 році була утворена Адміралтейства-колегія — вищий орган управління Військово-Морського Флоту в Росії.
Принципи організації військово-морського флоту, методи освіти і практики для підготовки майбутніх кадрів, а також і методи проведення військових дій були написані в морському статуті 1720 року — документі, заснованому на досвіді зарубіжних країн. Петро І, Федір Апраксін, Олексій Сенявін, Наум Сенявін, Михайло Голіцин та інші вважаються засновниками мистецтва морського бою в Росії. Принципи військово-морської справи були далі розвинені Григорієм Спірідовим, Федором Ушаковим і Дмитром Сенявіним.
Порівняння російського Балтійського флоту в 20-х роках XVIII століття з флотами європейських країн (боєздатні лінійні кораблі):
| Росія                      | Велика Британія       | Франція                     | Швеція                      | Данія                       | Туреччина     |
| -------------------------- | --------------------- | --------------------------- | --------------------------- | --------------------------- | ------------- |
| 1709 рік — 0 1720 рік — 25 | 1721 рік — 79 (з 124) | 1714 рік — 66 1729 рік — 45 | 1709 рік — 48 1720 рік — 22 | 1709 рік — 42 1720 рік — 25 | 1715 рік — 42 |

## Стан флоту після смерті Петра

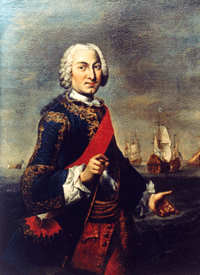
Президент Адміралтейства-колегії (1728—1732) адмірал Петро Іванович Сіверс

Створений імператором Петром I флот до 20-х років XVIII століття досяг зеніту своєї боєздатності. У цей період починає здійснюватися введення нового штату флоту, що виразилося в будівництві 54-гарматних кораблів і закладці в 1723 році першого 100-гарматного корабля «Петро Перший і Другий». Одночасно, з 1722 року різко знижуються темпи кораблебудування. В останні роки царювання Петра закладалося не більше 1-2 кораблів на рік (у 1722 — 1, у 1723 — 1, у 1724 — 2, у 1725 — 1), а необхідна кількість для підтримки штатного складу була 3 корабля на рік.
Різко погіршився стан в кораблебудуванні після смерті Петра. У 1726 році було закладено всього один 54-гарматний корабель, а в період з 1727 по 1730 роки не було закладено жодного корабля.У 1727 році в складі корабельного флоту налічувалося 15 боєздатних лінійних кораблів (з 50 рахувалися в складі флоту) і 4 боєздатних фрегата (з 18 рахувалися). У 1728 році шведський посланник в Росії доносив своєму урядові:
|  | «Незважаючи на щорічне будівництво галер, російський галерний флот, порівняно з колишнім, сильно зменшується; корабельний же приходить в пряме руйнування, тому, що старі кораблі всі гнилі, так що більше чотирьох або п'яти лінійних кораблів вивести в море не можна, а будівництво нових ослабло. В Адміралтействі ж такий не догляд, що флот і в три роки не можна привести у попередній стан, але про це ніхто не думає». |

На кінець 1731 року в складі корабельного флоту значилося 36 лінійних кораблів, 12 фрегатів і 2 шняви, але повністю боєздатними були лише 29,63 % від штатного числа лінійних кораблів, ще 18,52 % могли діяти на Балтиці тільки в найсприятливіший час року, без штормів. Всього Росія могла вивести в море 8 повністю боєздатних лінійних кораблів і 5 в ближнє плавання на Балтиці. Вибули з ладу всі кораблі великих рангів — 90, 80, 70-гарматні. Боєздатними і частково боєздатними залишалися тільки один 100-гарматний корабель, п'ять 66-гарматних і сім 56-62-гарматних.
Відносно задовільним був стан галерного флоту, до складу якого входило 120 галер. У 1726 року віце-адмірал Петро Сіверс запропонував ввести для галерного флоту мирний штат, що було реалізовано в 1728 році. Постійно на флоті містилося 90 галер на плаву, ще на 30 галер зберігалися приготовані для швидкої збірки лісу.
За правління Петра II різко знизилася інтенсивність бойової підготовки екіпажів флоту. У квітні 1728 імператор на засіданні Верховної таємної ради наказав, щоб з усього флоту виходили в море тільки чотири фрегати і два флейта, а ще п'ять фрегатів були готові до крейсерування. Решта кораблів повинні були залишатися в портах для «заощадження скарбниці». На доводи флагманів, що необхідно постійно тримати флот на морі, імператор відповів: «Коли потреба зажадає вжити кораблі, то я піду в море; але я не маю наміру гуляти по ньому, як дідусь». Поганий стан скарбниці і нерегулярні виплати платні вели до відтоку офіцерів, що викликало падіння дисципліни серед солдатів і матросів.

## Царювання Анни Іванівни

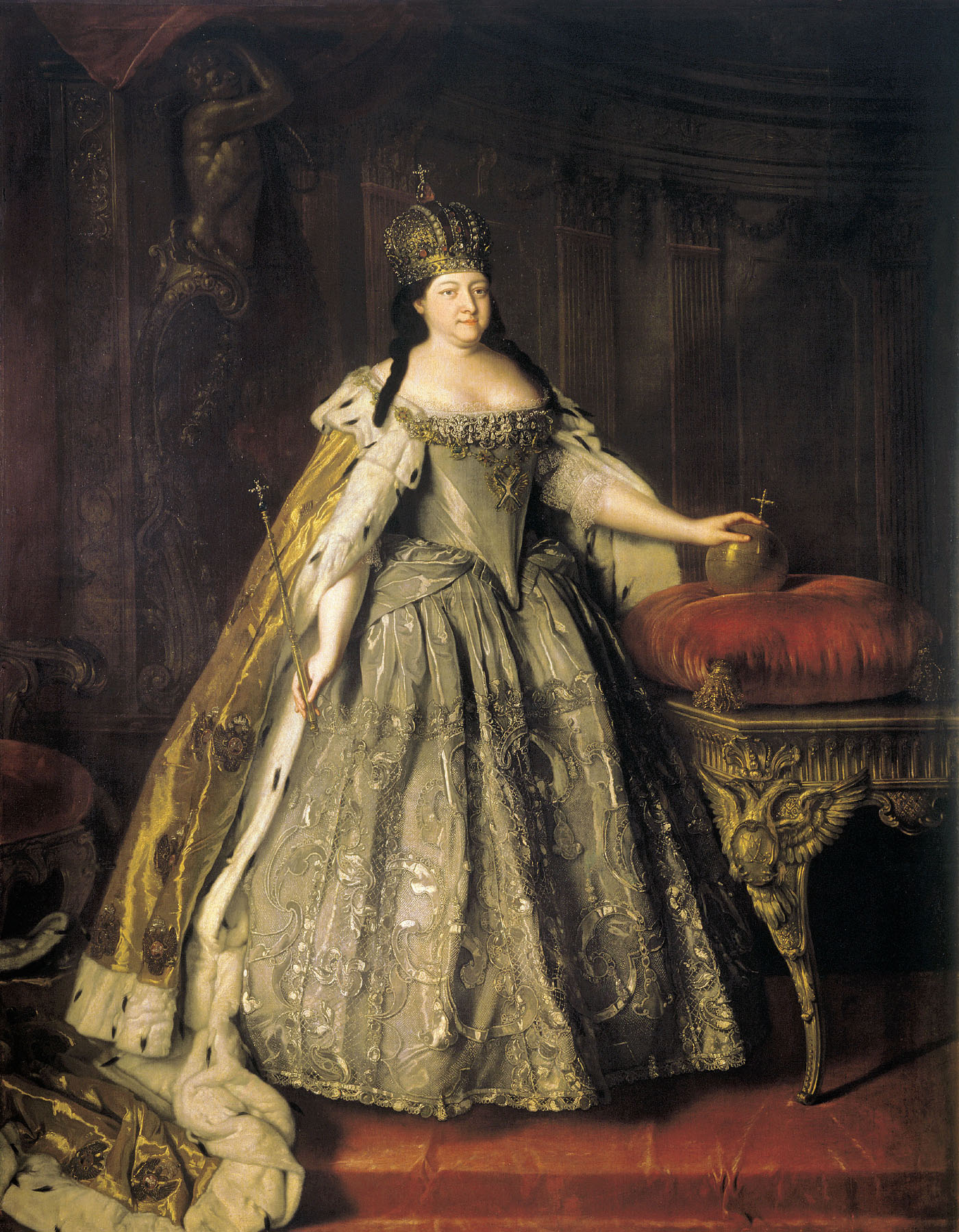
Імператриця Анна Іванівна

За сходження на престол і скасування Верховної таємної ради імператриця Анна Іванівна першими своїми указами звернулася до проблеми відновлення флоту. 21 липня (1 серпня) 1730 імператриця видала іменний указ «Про збереження галерного і корабельного флотів по регламентам і статутам», в якому «найміцніше підтверджувалося Адміралтейств-колегії, щоб корабельний і галерний флот збережені були за статутами, регламентами та указам, що не слабшаючи і без сподівань на теперішній благополучний мирний час».
У грудні 1731 імператриця розпорядилася відновити на Балтійському флоті регулярні навчання з виходом в море, щоб «як станеться і людям навчання і кораблям справжньої огляд, бо в гавані такелаж та інше пошкодження неможливо так оглянути, як корабель у русі». У січні (лютому за н.с.) 1731 року на Адміралтейських верфях було закладено новий 66-гарматний корабель «Слава Росії», ще два корабля були закладені в лютому і березні 1732 року.
У 1732 році під головуванням віце-канцлера графа Андрія Остермана для реформи флоту була заснована Військова морська комісія, до складу якої увійшли віце-адмірал граф Микола Головін, віце-адмірал Наум Сенявін, віце-адмірал Томас Сандерс, контр-адмірал Петро Бредаль і контр-адмірал Василь Дмитрієв-Мамонов, проведена реформа управління, введені нові штати флоту.
За штатом 1732 року основними в корабельному флоті стали 66-гарматні кораблі, які повинні були складати 59,3 % складу флоту. При цьому комісія виходила з таких міркувань:
- особливості конструкції російських 66-гарматних кораблів дозволяли їм носити гармати такого самого калібру, як гармати 70-гарматних кораблів іноземних флотів;
- 66-гарматні кораблі вже існували в складі флоту, і по їх вибутті частина їх оснащення і артилерії можна було використовувати для спорядження нових кораблів, а на артилерію і оснащення доводилося 28,6-38,3 % від вартості всього корабля.

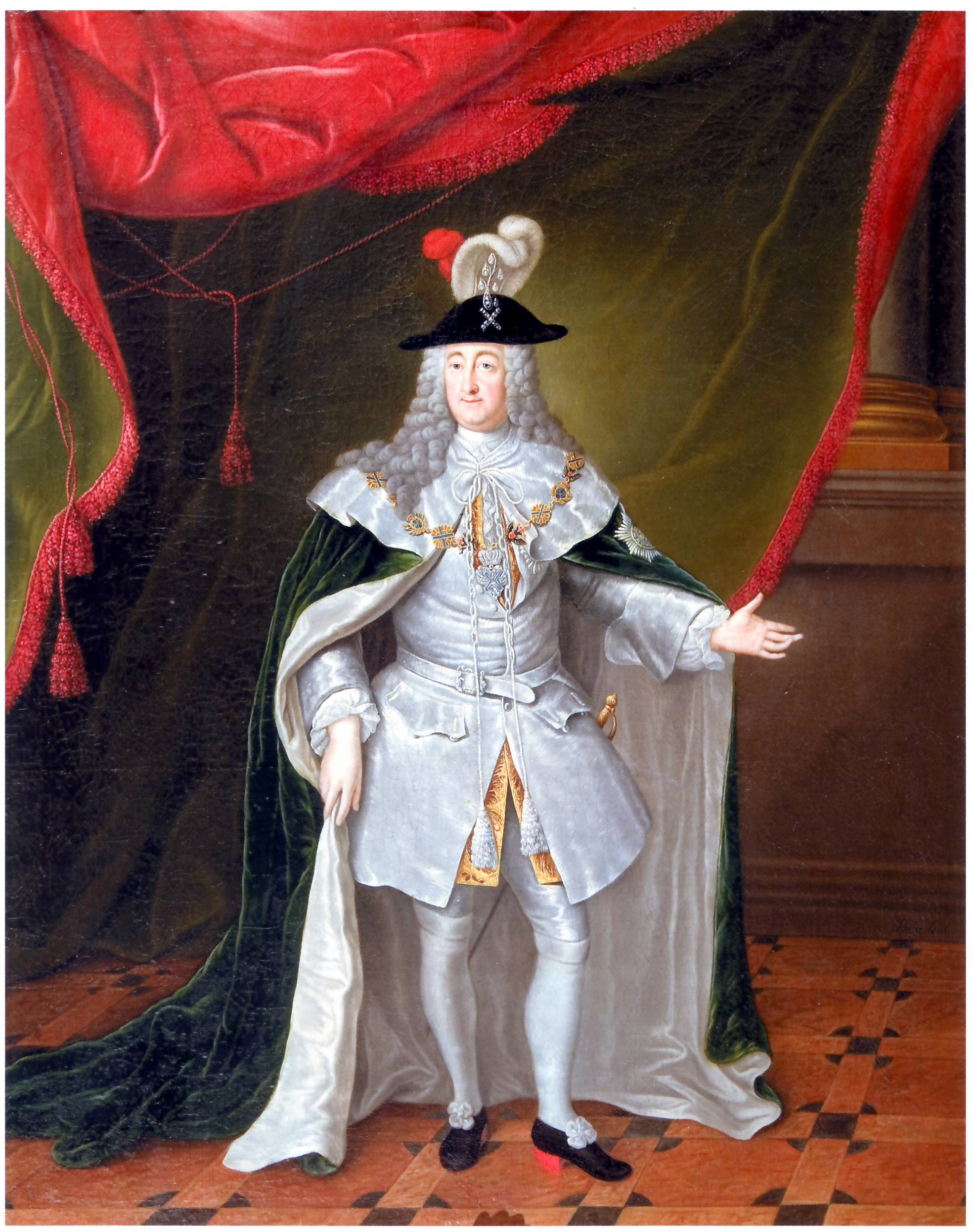
Голова Військової морської комісії віце-канцлер граф Андрій Іванович Остерман

Штати корабельного флоту 1720 і 1732 років:
| Ранги кораблів  | Штат 1720 року | Штат 1732 року |
| --------------- | -------------- | -------------- |
| Лінійні кораблі |                |                |
| 90              | 3              | 0              |
| 80              | 4              | 4              |
| 76              | 2              | 0              |
| 66              | 12             | 16             |
| 54              | 0              | 7              |
| 50              | 6              | 0              |
| Фрегати         |                |                |
| 32              | 6              | 6              |
| Шняви           |                |                |
| 16              | 3              | 0              |

Загальна кількість лінійних кораблів залишилася незмінною — 27. Залишилася незмінною сумарна гарматна сила флоту. За петровським штатом, з урахуванням запланованого введення 100-гарматного корабля, флот повинен був мати у своєму розпорядженні 1854 гармати. За штатом 1732 року на кораблях повинно було знаходитися 1754 гармати, а з урахуванням рішення комісії про обов'язкове знаходженні у флоті 1 100-гарматного корабля поза штатом -1854 гармати. Введений в 1732 році штат флоту залишався незмінним до правління Катерини II.
У серпні 1732 року було прийнято рішення про відновлення закритого в 1722 році Архангельського порту і військового кораблебудування на Соломбале, що зіграло величезну роль у розвитку флоту і кораблебудування. Соломбальска верф стала другою основною будівельною базою Балтійського флоту і розпочала роботу в 1734 році. Задумана для будівництва кораблів нижчих рангів — 54-гарматних кораблів, вона вже в 1737 році почала будівництво 66-гарматних кораблів, а з 1783 року в Архангельську почали будувати і 74-гарматні судна. За період царювання Анни Іоанівни в Архангельську було побудовано 52,6 % всіх кораблів Балтійського флоту, при Єлизаветі Петрівні — 64,1 %. За період 1731—1799 років в Санкт-Петербурзі (з Кронштадтом) було побудовано 55 кораблів, а в Архангельську — 100.
Створення Архангельської верфі давало можливість швидко і оперативно розгорнути будівництво великого числа кораблів, використовуючи місцеву модрину і заощаджуючи обмежені ресурси корабельного дуба. Архангельська верф стала фактично головною суднобудівною базою Балтійського флоту. Наявність кваліфікованої робочої сили, менші терміни доставки лісу і краща організація його заготівлі призвели до того, що вартість і терміни будівництва кораблів в Архангельську були менше, ніж в Петербурзі.
Незважаючи на спад кораблебудівної програми в 1736—1739 роках через війну з Туреччиною, коли велося посилене будівництво Дніпровської і Азовської флотилій, за царювання імператриці Анни Іоанівни стався певний прогрес в складі флоту. Якщо в 1731 році на флоті було тільки 8 повністю боєздатних лінійних кораблів, а ще 5 були обмежено боєздатні, то в 1739 році повністю боєздатних лінійних кораблів було 16 і ще 5 були обмежено боєздатні. Після закінчення війни з Туреччиною Адміралтейство в найкоротші терміни відновило інтенсивне будівництво флоту: в 1739 році було закладено 2 лінійних корабля, в 1740 році — 3, а в 1741 році відразу 5 лінійних кораблів.
Кількість боєздатних лінійних кораблів Балтійського флоту в 20-х — 30-х роках XVIII століття:
| 1720 рік        | 1727 рік | 1731 рік | 1739 рік        |
| --------------- | -------- | -------- | --------------- |
| 25 + 3 у будові | 15       | 13       | 21 + 2 у будові |

## Військово-Морський Флот Російської імперії в другій половині XVIII століття
У другій половині XVIII століття Військово-Морський Флот Російської імперії був посилений через більш активну зовнішню політику Росії і російсько-турецьких воєн за панування на Чорному морі. Перший раз у своїй історії Росія послала військово-морські ескадри з Балтійського моря в віддалений театр бойових дій (див. Архіпелагской експедиції російського флоту). Під час Чесменської битви 1770 року ескадра адмірала Спірідова розгромила турецьку флотилію і домоглася панування в Егейському морі. У 1771 року російська армія завоювала узбережжя Керченської протоки і захопила фортеці Керч і Єні-Кале.
Після того як російські війська підійшли доДунаю, для захисту дунайського естуарію була сформована Дунайська військова флотилія. У 1773 році, кораблі Азовської флотилії (заново сформована в 1771 році) вийшли в Чорне море. Російсько-турецька війна 1768-1774 років закінчилася перемогою Російської імперії, в її результаті до Росії відійшло все узбережжя Азовського моря і частина берегової лінії Чорного моря між річками Південний Буг і Дністер. Крим був оголошений незалежною державою під російським протекторатом і в 1783 році повністю став частиною Росії. У 1778 році був заснований порт Херсон, в якому перший корабель Чорноморського флоту був спущений на воду в 1783 році. Рік по тому там була вже повна ескадра. До 1791 року у флоті налічувалося 67 лінійних кораблів, 40 фрегатів і 300 гребних судів.

## Початок XIX століття

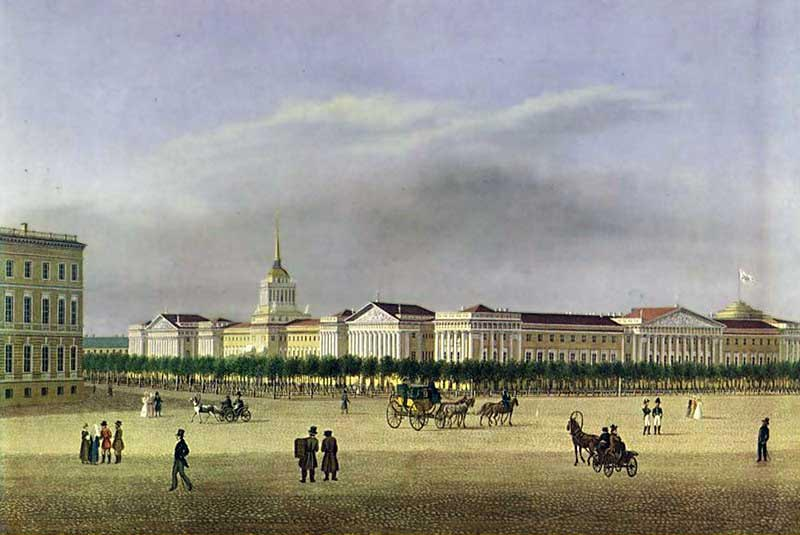
Адміралтейство, 1810 рік

В кінці XVIII — початку XIX століть, Військово-Морський Флот Росії став третім за величиною в світі після Великої Британії та Франції. Чорноморський флот мав у своєму складі 5 лінійних кораблів і 19 фрегатів (1787 рік), Балтійський флот мав 23 лінійних корабля і 130 фрегатів (1788 рік).
На початку XIX століття Військово-Морський Флот Російської імперії складався з Чорноморського і Балтійського флотів, Каспійської флотилії, Біломорсько флотилії і Охотскої флотилії. У 1802 році було створено Міністерство морських сил (перейменовано в Морське міністерство в 1815 році).
У 1826 році був побудований перший військовий пароплав «Іжора» (73.6 кв або 100 к. с.) Озброєний 8 гарматами. У 1836 році був побудований перший пароходофрегат «Богатир» (водотоннажність — 1340 тонн, потужність — 117 кв (240 к.с.), озброєння — 28 гармат). Між 1803 і 1855 роками російські мореплавці здійснили понад 40 навколосвітніх і далеких подорожей, які відіграли значну роль в освоєнні Далекого Сходу, різних океанів і тихоокеанського операційного регіону.

## Кримська війна і її наслідки

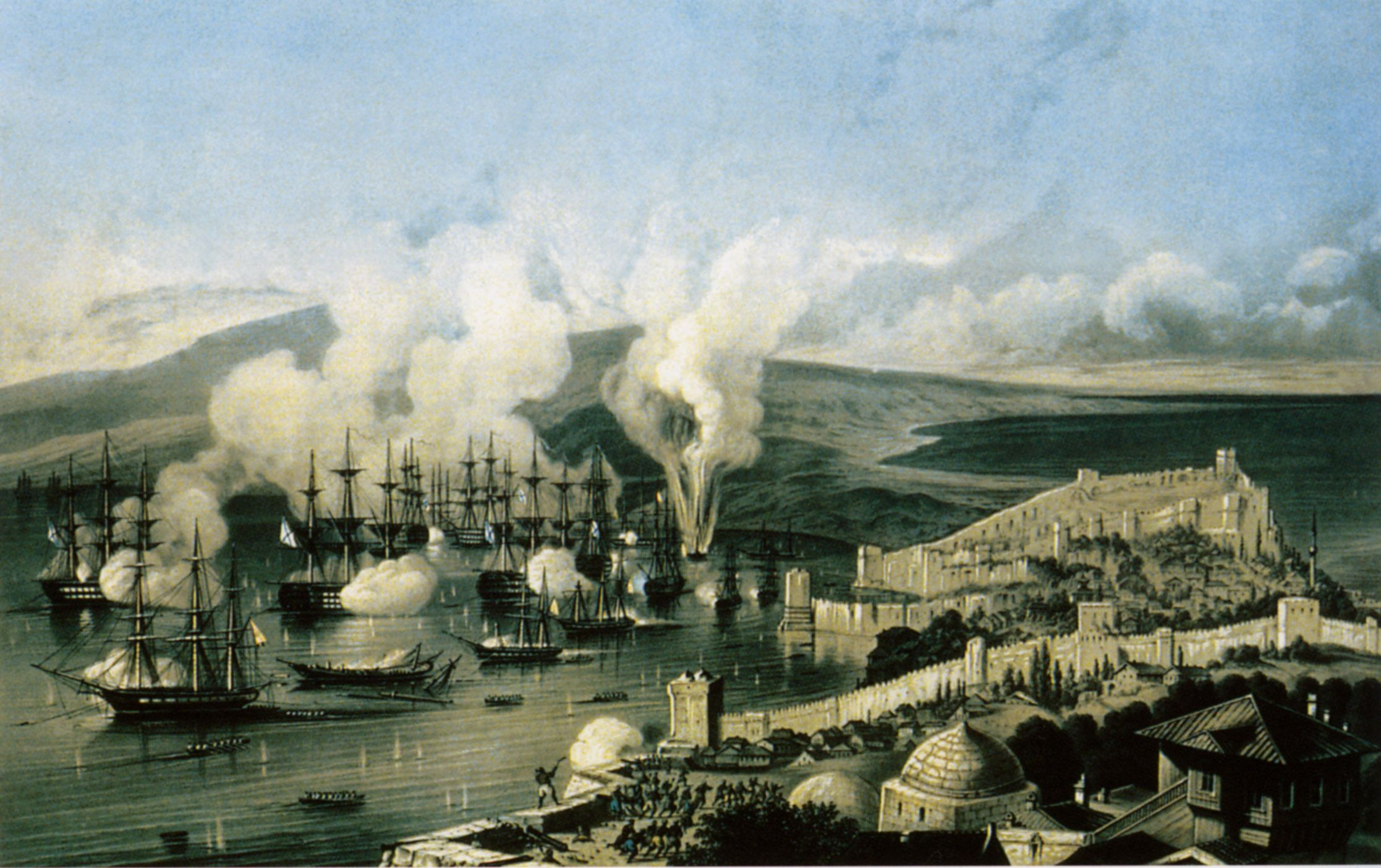
О. Боголюбов. Синопської бій. Картина 1860 року

Повільний економічний і промисловий розвиток Росії в першій половині XIX століття стали причиною її відставання від Європи в області пароходобудування. До початку Кримської війни в 1853 році Росія мала Чорноморський і Балтійський флоти, Архангельську, Каспійську і Сибірську флотилії — загальною чисельністю у 40 лінійних кораблів, 15 фрегатів, 24 корвета і брига, 16 пароходофрегатів тощо.
Загальна кількість особового складу флоту становила 91 000 чоловік. Кріпацтво мало дуже несприятливий вплив на розвиток Військово-Морського Флоту — особливо на Балтійському флоті, який був відомий за особливо жорстоку муштру.
Завдяки адміралам Михайлу Лазарєву, Павлу Нахімову, Володимиру Корнілову і Володимиру Істоміну матроси Чорноморського флоту були добре навчені мистецтву військово-морської справи і морським традиціям, яку підтримували з часів адмірала Ушакова.
Синопський бій 1853 року продемонстрував відвагу, героїзм і чудову бойову виучку моряків-чорноморців і тактичне мистецтво Нахімова. Під час облоги Севастополя в 1854—1855 роках російські моряки показали приклад як можна використовувати всі можливі засоби для захисту їх міста на морі і суші. З метою перешкодження заходу ворожих кораблів до Севастопольської бухти, росіяни затопили свої кораблі на вході у бухту. За результатами Паризького мирного договору 1856 року Росія втратила права мати військовий флот на Чорному морі. У 1860-х роках застарілий вітрильний флот Російської імперії втратив своє значення і був замінений на паровий.
Після закінчення Кримської війни Росія зайнялася будівництвом парових бойових суден: першого покоління панцерників, моніторів і плавучих батарей. Ці кораблі оснащувалися важкою артилерією і товстою бронею, проте були ненадійні у відкритому морі, повільні і не могли здійснювати далекі морські походи. У 1861 році був спущений на воду перший бойовий корабель зі сталевою бронею — канонерський човен «Досвід». У 1869 році був закладений перший броненосець, призначений для плавання у відкритому морі — «Петро Великий».

## Кінець XIX століття

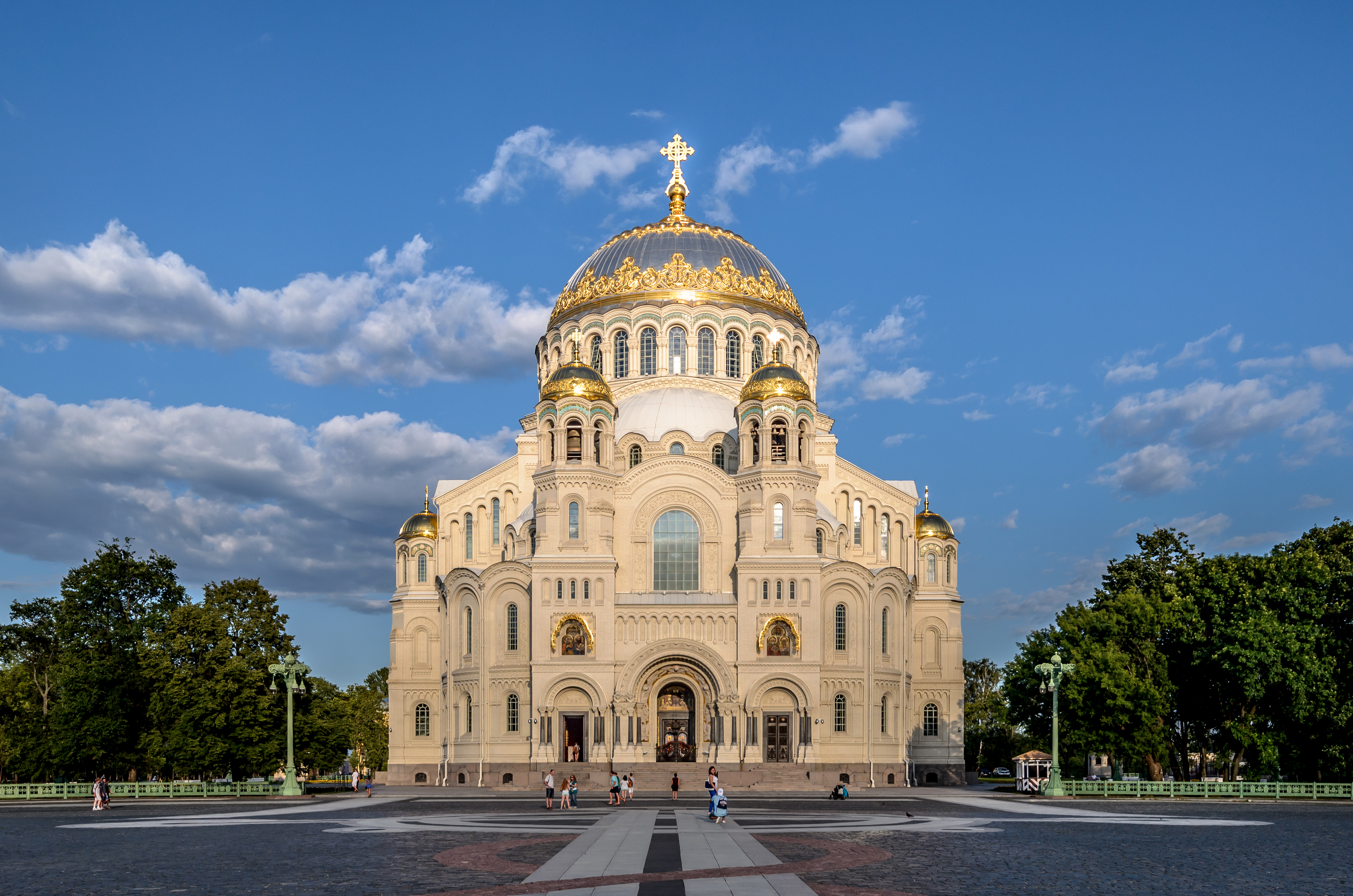
Морський собор, Кронштадт — один з декількох соборів Військово-морського флоту Російської імперії

Військово-морський флот Російської імперії продовжував розширюватися в кінці XIX століття, особливо під час царювання імператора Миколи II, вельми симпатизував доктрині американського військово-морського теоретика адмірала Альфреда Мехена. Незважаючи на те, що російська промисловість розвивалася високими темпами, вона не могла повністю задовольнити постійно зростаючі потреби флоту, і деякі бойові кораблі були замовлені у Франції, Німеччині, США та Данії. Французькі військові інженери-суднобудівники зробили найбільший вплив на конструкції російських кораблів.
Під час громадянської війни в США Росія направила в атлантичні і тихоокеанські порти сіверян дві крейсерські ескадри. Ця експедиція стала показовим прикладом того, як порівняно малими силами можна домагатися великих політичних успіхів. Результатом присутності всього одинадцяти невеликих військових кораблів в районах жвавого торгового судноплавства виявилося те, що великі європейські держави (Англія, Франція і Австрія) відмовилися від конфронтації з Росією, переможеної ними ж всього 7 років тому.
Усвідомлюючи військово-технічне відставання флоту, Морське міністерство зробило закупівлі за кордоном основним способом його форсованого подолання. Існувала і практика закупівлі головного корабля за кордоном і подальшої ліцензійної будови серії по ньому на своїх верфях (іноді на шкоду розвитку власної суднобудівної конструкторської школи).

## Російсько-японська війна

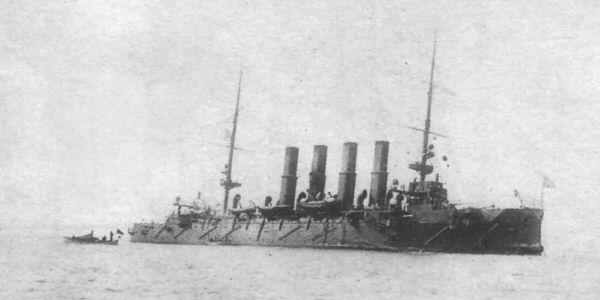
Крейсер «Варяг», пошкоджений після бою з японською ескадрою. 9 лютого 1904 року

У ніч 8 лютого 1904 року японський флот під командою адмірала Хейхатіро Того почав військові дії проти Російської імперії. В результаті раптової атаки на Порт-Артур два російських ескадрених броненосця були серйозно пошкоджені торпедами. Ця атака розвинулася в повномасштабну битву наступного ранку. Кілька спроб японського флоту атакувати російські кораблі провалилися через вогонь берегової артилерії і небажання російського флоту покинути гавань для битви у відкритому морі, особливо після загибелі адмірала С. О. Макарова 13 квітня 1904 року.
Після невдалих атак на Порт-Артур японці спробували закрити до нього доступ — в ніч на 13-14 лютого вони затопили кілька кораблів, завантажених цементом, біля входу в гавань. Як виявилося, ці кораблі затонули занадто глибоко, щоб перешкодити судноплавству. Спроба блокади бойовими кораблями 3-4 травня також провалилася.
У березні віце-адмірал Макаров прийняв під командування Першу Тихоокеанську ескадру з метою зняття японської блокади Порт-Артура. На той час обидві сторони почали широко використовувати тактику мінування морських шляхів сполучення поблизу портів. Перший раз в історії міни використовувалися нападаючої стороною — до цього міни використовувалися тільки в оборонних цілях для закриття доступу в гавань ворожим кораблям.
Японська тактика застосування мін була досить ефективною і суттєво обмежила маневреність російських кораблів. 13 квітня 1904 року два російських броненосця — флагман «Петропавловськ» і «Перемога» — підірвалися на мінах на виході з гавані. Протягом хвилини «Петропавловськ» затонув, «Перемога» повернулася в Порт-Артур для ремонту. С. О. Макаров загинув на «Петропавловську» разом з більшою частиною екіпажу і художником-баталістом В. В. Верещагіним.

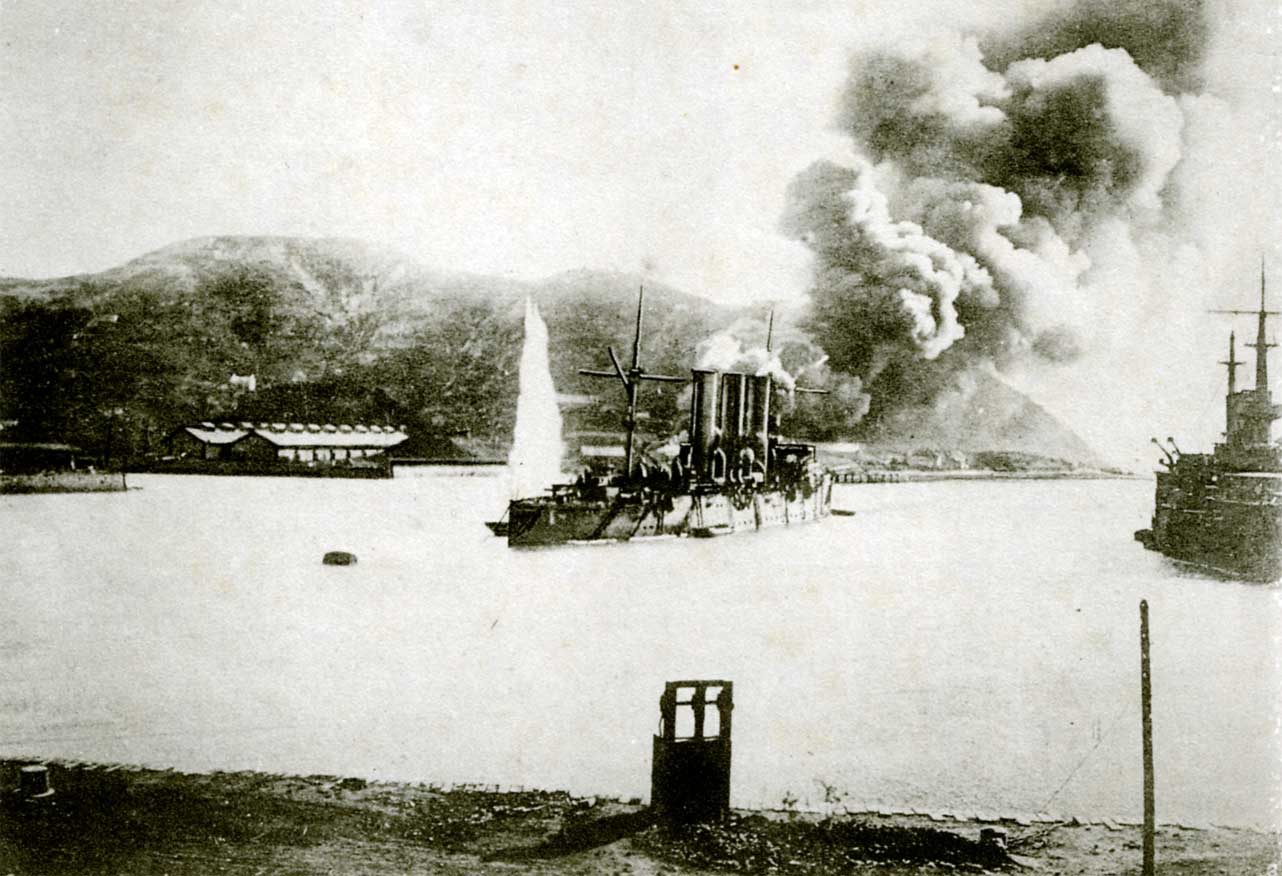
Обстріл Порт-Артура

Незабаром росіяни перейняли японську тактику мінування і стали використовувати її в атакуючих цілях. 15 травня 1904 року два японських броненосця «Ясіма» і «Хацусе» натрапили на свіже мінне поле і підірвалися принаймні на двох мінах кожен. «Хацусе» затонув протягом всього декількох хвилин з 450 матросами на борту, «Ясіма» пішов на дно протягом декількох рікин під час буксирування в порт.
Російський флот під командуванням контр-адмірала Вітгефта зробив спробу прорвати блокаду і піти до Владивостока, проте був перехоплений і зазнав важких втрат в Жовтому морі. Залишки російської ескадри в Порт-Артурі були поступово затоплені вогнем осаджуючої Порт-Артур японської артилерії. Спроби прорвати блокаду Порт-Артура з суші також не вдалися і після битви при Ляояні в кінці серпня російські сили відступили до Мукдену (Шеньян). Порт-Артур, який оборонявся в тому числі і загонами моряків, сформованих з екіпажів затоплених кораблів, упав 2 січня 1905 року після кількох кровопролитних штурмів.
Російське командування послало ескадру Балтійського флоту під командою адмірала З. П. Рожественського в допомогу обложеному Порт-Артуру навколо мису Доброї Надії через Атлантичний, Індійський і Тихий океани. 21 жовтня 1904 року вони ледь не спровокували війну з Великою Британією (союзник Японії, але нейтральна держава під час цієї війни) під час Гулльського інциденту, коли російський флот обстріляв британські рибальські судна, прийнявши їх за японські міноносці.
Тривалість плавання ескадри Балтійського флоту дала адміралу Того достатній час, щоб підготуватися до зустрічі ще до того, як ескадра мала б можливість дійти до російських військово-морських баз на Далекому Сході. Ескадра Балтійського флоту була зустрінута японськими силами в Корейській протоці біля острова Цусіма. В результаті Цусімської битви 27-28 травня 1905 року, більш підготовлена японська ескадра, яка перевершувала російську ескадру кількісно і якісно (в швидкості, швидкострільності і далекобійності артилерії), вивела з ладу головні кораблі російської ескадри. Друга Тихоокеанська ескадра була повністю розгромлена — практично всі бойові кораблі загинули або були затоплені екіпажами, інші під командуванням контр-адмірала Небогатова здалися, і лише одиниці пішли або в нейтральні порти або у Владивосток.

## Відродження флоту

«Дельфін». Перший російський підводний човен

Після фіаско в Російсько-японській війні флот Російської імперії впав з третього місця в світі на шосте місце. 19 березня 1906 року указом імператора Миколи II в складі Військово-морського флоту Російської імперії був створений новий рід сил — підводні, що мали на озброєнні підводні човни, у стрій увійшли 10 субмарин, які до цього вважалися за міноносці. З тих пір 19 березня відзначається в Росії як професійне свято — День підводника. У червні 1906 був організований Морський генеральний штаб і широкомасштабна програма з розширення флоту була представлена на обговорення Державній думі в 1907 і 1908 роках, проте була відкинута. Боснійська криза в 1909 році знову підняла питання про розширення флоту і нові лінкори, крейсери, і міноносці (тепер в основному есмінці) були замовлені для Балтійського флоту. Погіршення відносин з Османською імперією також спровокувало переозброєння і розширення Чорноморського флоту новими лінкорами типу «Імператриця Марія». Російська імперія витратила 519 мільйонів доларів на військово-морські потреби з 1906 по 1913 рік — це п'ятий за розміром бюджет після Великої Британії, Німеччини, США, і Франції.
Переозброєння також включало велику участь зарубіжних партнерів — крейсер «Рюрик» і обладнання інших кораблів було замовлено на іноземних судноверфях. Після початку Першої світової війни кораблі і обладнання під будівництвом у Німеччині були конфісковані. Устаткування з Англії частково було передано союзниками і частково доставлено в Росію.
В іншому випадку, придбання підводних човнів «АГ» конструкції фірми «Холланд» (США) замість будівництва вітчизняних зразків, дозволило прискорено створити новий рід сил, але позначилося негативно на його модернізації. В епоху стрімкого розвитку підводного флоту Росія була вимушена утримувати морально застарілі підводні човни, не маючи ні бази для їх забезпечення (все необхідне забезпечувалося імпортом), ні грошей на заміну. Коли їх складання за контрактом було наларікжено в Росії, провідні морські країни вже змінили одне-два покоління підводних човнів. В результаті підводні човни, сучасні за мірками 1911 р. (рік появи класу), продовжували служити до середини XX в.

## Перша світова війна

### Балтійське море

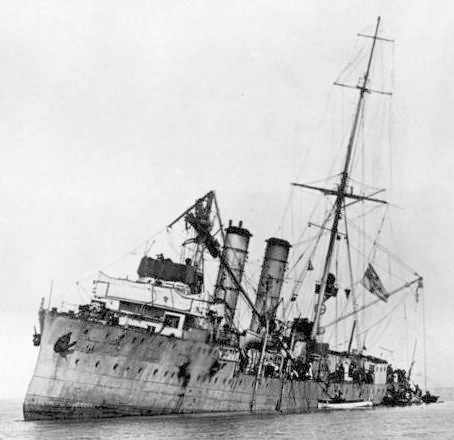
Німецький мінний крейсер Albatros, який викинувся на берег після бою з російськими крейсерами

На Балтійському морі головними противниками були Росія і Німеччина. Досить велика кількість британських підводних човнів пропливали через протоку Каттегат для підтримки російського флоту. Так як німецький флот був чисельно більше і досконаліше російського, а також через можливість легко перекинути кораблі флоту Відкритого Моря з Північного моря в Балтійське через Кільський канал в разі необхідності, російський флот застосовував оборонну позиційну стратегію. Наступальні операції обмежувалися перехопленнями конвойних перевезень між Швецією і Німеччиною російськими та британськими підводними човнами, а також використанням облогових мінних загороджень — мінних загороджень в атакуючих цілях.
Широке використання морських мін в наступальних і оборонних цілях обома сторонами обмежило маневрені дії флоту на Східному фронті. Німецька атака з моря на Ризьку затоку в серпні 1915 року зазнала фіаско, проте повторна спроба в жовтні 1917 року завершилася захопленням островів в затоці і пошкодженням російських кораблів, які намагаються покинути Ригу, яка була захоплена німецькими військами (Операція «Альбіон»).
До березня 1918 року революція в Росії та Брестський мир дозволили Німеччині отримати повний контроль над Балтійським морем — німецький флот почав перевезення військ для підтримки новоявленої незалежної Фінляндії та окупації Польщі, України і західної частини Росії. Залишки Балтійського флоту були евакуйовані з Гельсінкі і Таллінна в Кронштадт під час льодового походу Балтійського флоту в березні 1918 року.

### Чорне море

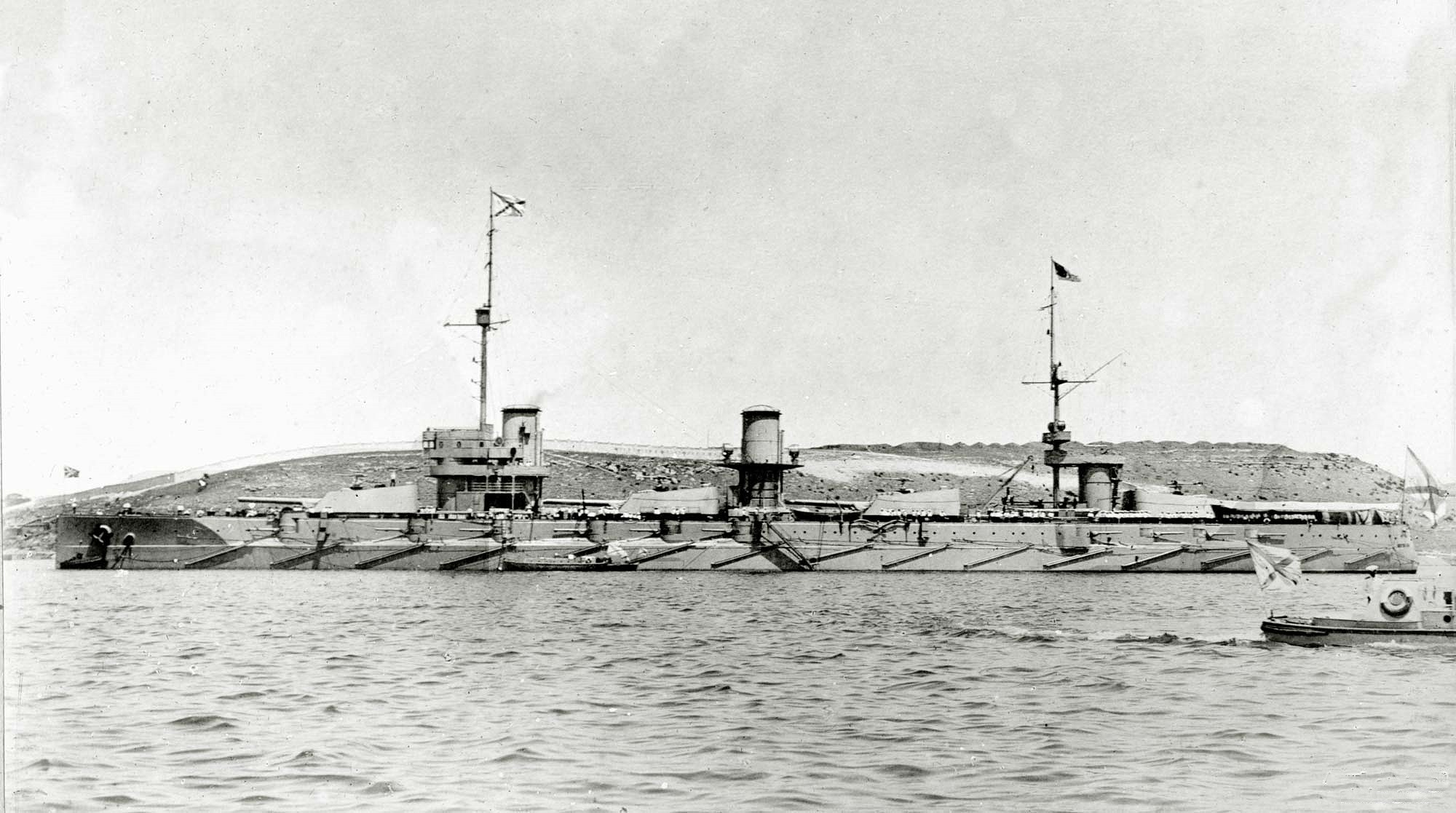
«Імператриця Марія», 1916 рік

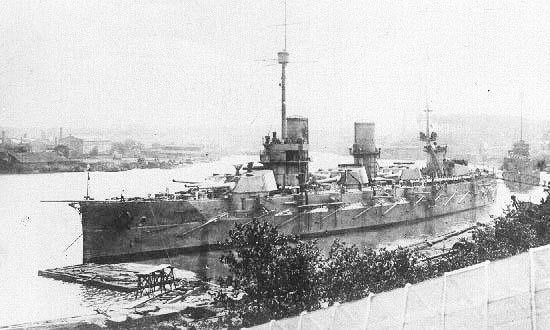
«Імператор Олександр III»

На Чорному морі основним противником Росії була Османська імперія. Чорноморським флотом з основною базою в Севастополі командували адмірал Ебергард і з 1916 року адмірал О. В. Колчак.
Війна на Чорному морі почалася після того, як флот Османської імперії обстріляв кілька російських міст в жовтні 1914 року. Найдосконалішими на той час кораблями в турецькому флоті були два німецьких крейсери: «Гебен» і «Бреслау», обидва під командою адмірала Вільгельма Сушона. «Гебен» був пошкоджений в декількох боях, і звичайною його тактикою був відступ в Босфор при появі переважаючих сил російського Чорноморського флоту. До кінця 1915 року Чорноморський флот забезпечив собі практично повний контроль над Чорним морем.
Чорноморський флот використовувався також для підтримки Кавказької армії генерала Юденича. Влітку 1916 року турецька армія під командою Вехіп-Паші зробила спробу відбити місто Трабзон від росіян. Турки почали просування по узбережжю в липні, проте Чорноморський флот своїми діями зумів істотно загальмувати їх просування за допомогою артобстрілу колон піхоти і їх обозів. Російська армія перейшла в контрнаступ і розбила турецькі сухопутні сили.
Після того як адмірал Колчак прийняв командування в серпні 1916 року, почалося планове мінування виходу з Босфору і підходів до деяких портів. Це сприяло встановленню контролю над Чорним морем. Після цього флот почав підготовку до Босфорської десантної операції.
Найбільшою втратою Чорноморського флоту була загибель лінкора «Імператриця Марія», який вибухнув на якірній стоянці в порту 7 (20) жовтня 1916 року, пробувши в строю всього лише один рік після спуску на воду. Причини вибуху так і не були з'ясовані, на думку деяких істориків, він міг бути результатом диверсійного акту, на думку інших — нещасним випадком.

## Керівники флоту
- Лефорт, Франц Якович (1695—1699)
- Головін, Федір Олексійович (1699—1707)
- Апраксін, Фёдор Матвійович (1707—1728), с 1718 ріка — перший президент Адміралтейств-колегії

## Військово-морські чини Російського Імператорського флоту
У таблиці наводяться погони станом на 1904—1917 рр. (При деяких видах військової форми морським офіцерам замість погонів покладалися еполети):
| Військове звання, класний чин | Знак відмінності (погон)                              |
| --- | ----------------------------------------------------- |
| Матрос другої статті, матрос першої статті                                                                                         |                                                       |
| Унтер-офіцер, (до 1909 р. квартирмейстер)                                                                                          |                                                       |
| Боцманмат |                                                       |
| Боцман |                                                       |
| - Старший боцман - «Рульовий кондуктор», «Сигнальний кондуктор» (… кондуктор) - Старший фельдшер - Гардемарин (1860—1882 рр.)      |                                                       |
| |                                                       |
| |                                                       |
| Мічман 1855—1909 гг. (погон 1904—1909 гг.) — 1 зірка, у 1909—1917 рр. — 2 зірки.                                                   |                                                       |
| |                                                       |
| Лейтенант |                                                       |
| Старший лейтенант (1909—1917 рр.)                                                                                                  |                                                       |
| Капітан-лейтенант (1713—1884 рр., 1907—1911 рр.)                                                                                   |                                                       |
| Капітан 2-го ранга | ‎                                                      |
| Капітан 1-го ранга - у 1701—1713 рр. — «капітан корабля» - у 1732—1751 рр. — «капітан полковницького рангу» або «по флоту капітан» |                                                       |
| Контр-адмірал |                                                       |
| Віце-адмірал |                                                       |
| Адмірал |                                                       |
| Генерал-адмірал | Знаки розрізнення чину «генерал-адмірал» не вводилися |

Крім зазначених у таблиці Військово-морських чинів військовослужбовцям Російського Імператорського флоту присвоювалися офіцерські чини по адміралтейству (сухопутного зразка), цивільні чини по військово-медичному відомству, посадові звання і офіцерські чини по корпусу морського відомства, і класні чини військових чиновників морського відомства. Аналогічним чином свої військові звання присвоювалися підлеглим їм нижнім чинам. Всім зазначеним категоріям військовослужбовців покладалися відповідні (відмінні від морських) знаки відмінності. Частина військовослужбовців Морського відомства мала сухопутні військові звання, але до назви їх чину обов'язково робилося доповнення. Наприклад, академік-кораблебудівник А. М. Крилов мав чин «флоту генерал», а інженер-кораблебудівник В. П. Костенко — «поручик по Адміралтейству».
Тимчасовий уряд вніс такі зміни:
«16 квітня 1917 — Наказ Морського міністра № 125 від 16 квітня 1917 р.:
Відповідно до форми одягу, встановленої у флотах всіх вільних країн оголошую наступні зміни форми одягу чинів флотів і Морського відомства надалі до остаточного вироблення її в установленому порядку:
1) вилучити з ужитку всі види наплічних погон;
2) носіння шарфа скасувати;
3) вензелеве зображення на зброї знищити;
4) середину кокарди, надалі до встановлення кашкета нового зразка, зафарбувати в червоний колір.
Замість наплічних погон встановлюю нарукавні відзнаки з галуну — на сюртук, кітель і тужурку — кругом всього рукава, на пальто — тільки з зовнішнього краю.
Згідно чинам нашивки розташовуються в такий спосіб:
1) у прапорщика і кол. реєстратора — одна вузька смуга галуна з 1/4 без завитка;
2) у підпоручика і губ. секретаря — один широкий галун в 3/4 з завитком;
3) у мічмана, поручика і кол.секретаря — один широкий галун в 3/4 з завитком і один вузький без завитка;
4) у лейтенанта, шт.-капітана і тит. радника — один широкий галун в 3/4 з завитком і два вузьких без завитка;
5) у ст. лейтенанта, капітана, кол. асесора один широкий галун в 3/4 з завитком і три вузьких без завитка;
6) у капітана 2-го рангу, підполковника та надвірного радника — один широкий галун з завитком і один широкий без завитка, обидва в 3/4;
7) у капітана 1-го рангу, полковника і кол. радника — один широкий галун з завитком і два широких без завитка — усі три в 3/4;
8) у стат. радника — один широкий галун з завитком, під ним один широкий галун без завитка: обидва в 3/4 і третій галун в 1» без завитка;
9) у контр-адмірала, генерал-майора і дійсного статського радника — один широкий галун в 3/4 з завитком і над ним два широких по 1 без завитків, а зверху п'ятикутна зірка;
10) у віце-адмірала, генерал-лейтенанта і таємного радника такі ж галун, що і у контр-адмірала, але над ними дві п'ятикутні зірки
;
11) у адмірала, генерала і дійсного таємного радника такі ж галун, як у віце-адмірала, але над ними три п'ятикутні зірки.

### Нарукавні знаки відмінності Російського флоту з 16.04.1917р.
| Чин                                    | Російський імператорський флот                | Російський імператорський флот                       | Російський імператорський флот           | Російський імператорський флот                     | Російський імператорський флот                     | Російський імператорський флот                     | Російський імператорський флот                     | Російський імператорський флот                     | Російський імператорський флот                     | Російський імператорський флот                     |
| нарукавний знак                        |                                               |                                                      |                                          | ru: Просьба за изготовлением и перемещеним картиу! | ru: Просьба за изготовлением и перемещеним картиу! | ru: Просьба за изготовлением и перемещеним картиу! | ru: Просьба за изготовлением и перемещеним картиу! | ru: Просьба за изготовлением и перемещеним картиу! | ru: Просьба за изготовлением и перемещеним картиу! | ru: Просьба за изготовлением и перемещеним картиу! |
| Адмірал генерал дійсний таємний радник | Віце-адмірал генерал-лейтенант таємний радник | Контр-адмірал генерал-майор дійсний статський радник | капітан 1-го рангу полковник кол. радник | капітан 2-го рангу підполковник надвірний радник   | Старший лейтенант капітан кол. асесор              | Лейтенант шт.-капітан тит. радник                  | Мічман Поручник кол. секретарь                     | Підпоручник губ. секретарь                         | Прапорщик кол. реєстратор                          |                                                    |
| Класс (по Табель про ранги)            | Адмірали/генерали                             | Адмірали/генерали                                    | Адмірали/генерали                        | Штаб-офіцер                                        | Штаб-офіцер                                        | Штаб-офіцер                                        | Обер-офіцер                                        | Обер-офіцер                                        | Обер-офіцер                                        | Обер-офіцер                                        |
| Класс (по Табель про ранги)            | II                                            | III                                                  | IV                                       | VI                                                 | VII                                                | VIII                                               | IX                                                 | X                                                  | XII                                                | XIV                                                |

Золоті галун носять офіцери флоту, інженер-механіки, які витримали повний офіцерський іспит офіцери по адміралтейству, прапорщики і гідрографи. Срібні галун носять офіцери по адміралтейству, що не витримали повний офіцерський іспит, чини судового відомства, корабельні інженери і лікарі. Для відмінності спеціальності під нижній галун нашиваються облямівки:
1) у корабельних інженерів — червоний;
2) у чинів судового відомства — малинові;
3) у гідрографів — сині;
4) у лікарів — білі.
У разі неможливості дістати галуни, а на синьому кітелі і тужурці взагалі, дозволяється мати нашивки з чорної тасьми. Про нарукавні нашивки матросів унтер-офіцерського звання буде оголошено додатково, так само як будуть опубліковані всі подальші роз'яснення. Військово-морські чиновники носять такі ж нарукавні відзнаки, як і лікарі, але без облямівки і завитків."
Наказ від 21 квітня уточнював, що нарукавні знаки відмінності повинні бути чорними на синьому кітелі (до революції морські офіцери носили чорний кітель, а нарукавні знаки відмінності були з золотистого галуну). Незручності, пов'язані як з введенням нової форми, так і з труднощами розрізнення чорного на синьому, привели до повсюдного ігнорування нововведень в формі. Після Жовтневої революції Білий рух продовжував використовувати форму і знаки відмінності Імператорського флоту, а радянський уряд і національні держави ввели свої власні.

## Революція і Громадянська війна

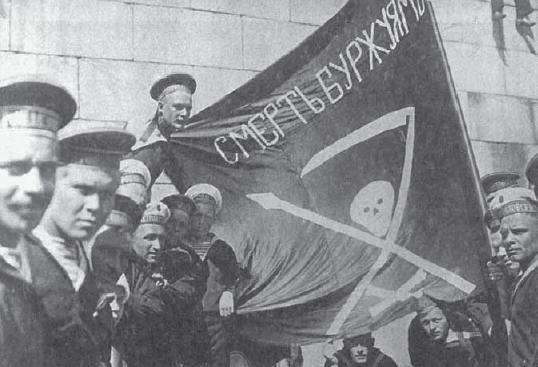
Революційні матроси з лінійного корабля «Петропавловськ», Гельсінгфорс, 1917 рік

Революція і подальша Громадянська війна в Росії стали катастрофою для флоту Російської імперії. Чорноморський флот навесні 1918 року був частково захоплений німцями в Севастополі, частково виведений в Новоросійськ, де затоплено за наказом Леніна. Деякі захоплені кораблі були передані німцями Українській Державі. У грудні, кораблі які знаходяться в Севастополі були захоплені Антантою, після чого деяка їх частина була передана ЗСПР, пізніше цей флот взяв активну участь у війні проти більшовиків. Після поразки білих армій залишок Чорноморського флоту перейшов у Бізерту, Туніс, де був інтернований. Балтійський флот в Петрограді залишався практично недоторканим, однак і він взяв участь в бойових діях. Війська союзних інтервентів окупували узбережжя Тихого океану, Чорного моря і Арктики. Російські матроси воювали на трьох сторонах цього конфлікту — на українській, більшовицькій та білій. У 1921 році матроси дредноутів «Севастополь» і «Петропавловськ» і гарнізон частини фортів Кронштадта підняли повстання проти Радянського уряду в Кронштадті.
Нечисленні кораблі, які залишилися в руках радянської влади, сформували ядро Військово-морського флоту СРСР.

## У філателії

Поштові марки СРСР
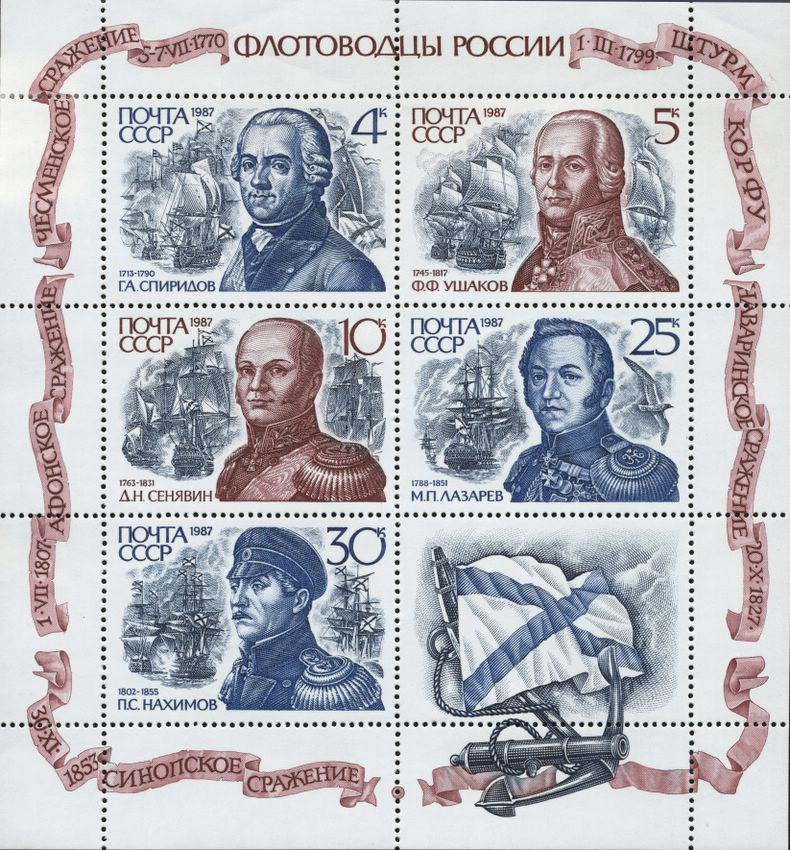
Поштовий блок СРСР, 1987 рік — флотоводці Росії: Г. А. Спірідов, Ф. Ф. Ушаков, Д. М. Сенявін, М. П. Лазарєв, П. С. Нахимов
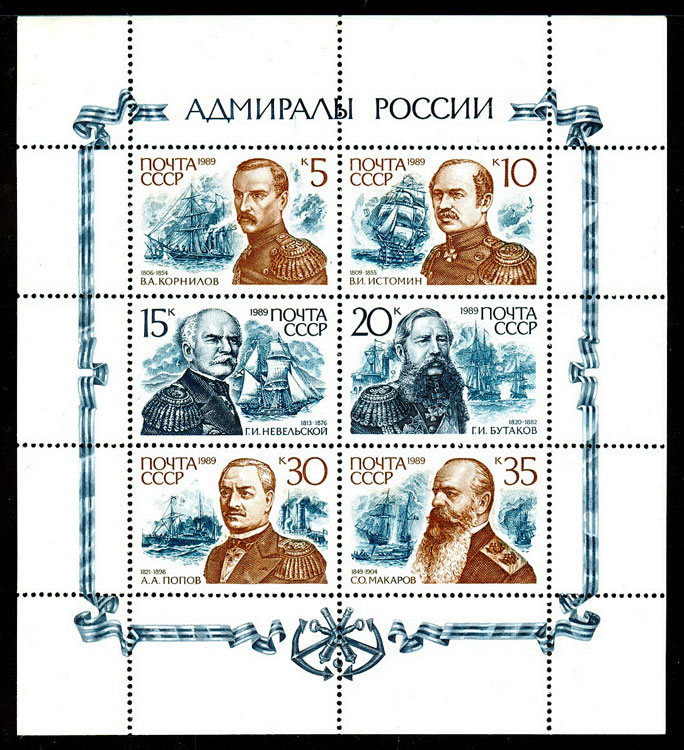
Поштовий блок СРСР, 1989 рік — адмірали Росії: В. О. Корнілов, В. І. Істомін, Г. І. Невельской, Г. І. Бутаков, А. О. Попов, С. О. Макаров